# Alphonse Louis Nicolas Borrelly
Alphonse Louis Nicolas Borrelly (8. prosince 1842 – 28. února 1926) byl francouzský astronom.
Pracoval v Marseille, objevoval planetky a komety.
Objevil periodickou kometu 19P/Borrelly.
Na jeho počest byla pojmenována planetka (1539) Borrelly.
| Planetka       | Datum objevu       |
| (99) Dike      | 28. května 1868    |
| (110) Lydia    | 19. dubna 1870     |
| (117) Lomia    | 12. září 1871      |
| (120) Lachesis | 10. dubna 1872     |
| (146) Lucina   | 8. června 1875     |
| (157) Dejanira | 1. prosince 1875   |
| (171) Ophelia  | 13. ledna 1877     |
| (172) Baucis   | 5. února 1877      |
| (173) Ino      | 1. srpna 1877      |
| (198) Ampella  | 13. června 1879    |
| (233) Asterope | 11. května 1883    |
| (240) Vanadis  | 27. srpna 1884     |
| (246) Asporina | 6. března 1885     |
| (268) Adorea   | 8. června 1887     |
| (308) Polyxo   | 31. března 1891    |
| (322) Phaeo    | 27. listopadu 1891 |
| (369) Aëria    | 4. července 1893   |
| (394) Arduina  | 19. listopadu 1894 |